# Den värld som nyss var kall och död
Den värld som nyss var kall och död är en psalm vars text är skriven av Anna-Stina Thorssell Ahlm efter Þorsteinn Valdimarsson. Musiken är skriven av Jakob Hallgrimsson.

## Publicerad som
- Nr 810 i Psalmer i 2000-talet under rubriken "Verklighetsuppfattning, tillvaron som Guds skapelse".